# Más que música FM
Más que música, es una emisora de radio argentina que transmite desde la ciudad de Córdoba. La emisora se llega a escuchar en el Gran Córdoba y en zonas aledañas. Es operado por SRT Media.

## Historia
La emisora inició sus transmisiones el 28 de mayo de 1979 bajo el nombre de Frecuencia Modulada Estéreo.
En 1986, la Universidad Nacional de Córdoba presentó una propuesta radial autónoma.
El 4 de febrero de 1991, cambia de nombre a Power FM y en 1993, muda sus estudios al barrio Marqués de Sobremonte en las actuales instalaciones de Canal 10 y Radio Universidad.
El 11 de abril de 2011, comenzó a llamarse Nuestra Radio, con la dirección artística de Víctor Pintos y desde el 22 de diciembre de 2017, cambia actualmente por Más que música acentuando su perfil periodístico.
El 7 de abril de 2025, renueva su imagen.

## Programación
Actualmente, parte de la programación de la radio consiste en retransmitir los contenidos de Radio Universidad, siendo el resto de la programación completada con producciones locales.